# 阿梅莉·卢克斯
阿梅莉·卢克斯（德語：Amelie Lux，1977年4月5日—），德国女子帆船运动员。她曾代表德国参加2000年和2004年夏季奥林匹克运动会帆船比赛，其中2000年奥运会获得一枚银牌。